# Мартин-Гарсия
Марти́н-Гарси́я (исп. Martín García) — аргентинский остров в эстуарии Ла-Плата Атлантического океана, близ побережья Уругвая. Площадь около 1,84 км². Относится к провинции Буэнос-Айрес. В соответствии с пограничным соглашением между Аргентиной и Уругваем 1973 года остров официально определен как аргентинский эксклав, окружённый со всех сторон уругвайскими территориальными водами.

## История
Остров открыл Себастьян Кабот в 1516 году. В начале XIX века развернулась борьба за стратегически важный остров между Аргентиной и Бразилией. Близ него прошёл ряд морских битв кораблей Аргентины с флотами Бразилии, Франции, Англии. Также остров известен своей тюрьмой, узниками которой были Иполито Иригойен, Хуан Перон, Артуро Фрондиси, аргентинские политзаключённые. В советской историографии тюрьма названа концлагерем.

## Современность
На острове имеется аэропорт. Развит туризм.